# See – Reich der Blinden
See – Reich der Blinden (Originaltitel: See, englisch für Sehen) ist eine US-amerikanische Dramaserie, die am 1. November 2019 auf Apple TV+ Premiere hatte. Die deutschsprachige Erstveröffentlichung fand ebenfalls am 1. November 2019 statt.
Die Ausstrahlung der zweiten Staffel lief vom 27. August bis zum 15. Oktober 2021. Im Juni 2021 wurde die Serie um eine dritte und finale Staffel verlängert, die vom 26. August bis zum 14. Oktober 2022 ausgestrahlt wurde.

## Handlung
Nach dem Ausbruch eines tödlichen Virus im 21. Jahrhundert wurde die Menschheit auf weniger als zwei Millionen reduziert. Die Menschen, die überlebt haben, sind alle blind geworden. Jahrhunderte später existiert die Vorstellung des Sehens nur noch als Mythos. Es gilt als Ketzerei, überhaupt darüber zu sprechen.
Die schwangere Maghra verirrt sich in das Dorf des Stammesanführers Baba Voss. Dort wird sie in ihrer Not aufgenommen und wird die Frau von Baba Voss. Als Maghra Mutter von Zwillingen wird, deren eigentlicher Vater Jerlamarel ist, stellt sie bald fest, dass ihre Kinder sehen können. Königin Kane, Anführerin eines mächtigen Stammes, sieht ihre Herrschaft dadurch in Gefahr gebracht und versucht, die Tötung der Kinder zu veranlassen.

## Besetzung und Synchronisation
| Rolle       | Schauspieler          | Hauptrolle (Folgen) | Nebenrolle (Folgen) | Synchronsprecher    |
| ----------- | --------------------- | ------------------- | ------------------- | ------------------- |
| Baba Voss   | Jason Momoa           | 1.01–3.08           |                     | Matti Klemm         |
| Sibeth Kane | Sylvia Hoeks          | 1.01–3.08           |                     | Laura Maire         |
| Maghra Kane | Hera Hilmar           | 1.01–3.08           |                     | Pola Jane O’Mara    |
| Tamacti Jun | Christian Camargo     | 1.01–3.08           |                     | Manou Lubowski      |
| Paris       | Alfre Woodard         | 1.01–2.08           |                     | Bettina Redlich     |
| Bow Lion    | Yadira Guevara-Prip   | 1.01–1.08           | 2.04, 2.08–3.01     | Kathrin Hanak       |
| Kofun       | Archie Madekwe        | 1.02–3.08           |                     | Malte Wetzel        |
| Haniwa      | Nesta Cooper          | 1.02–3.08           |                     | Leslie-Vanessa Lill |
| Wren        | Eden Epstein          | 2.01–3.08           |                     |                     |
| Charlotte   | Olivia Cheng          | 2.01–3.08           |                     |                     |
| Lord Harlan | Tom Mison             | 2.01–3.06           |                     | René Oltmanns       |
| Toad        | Hoon Lee              | 2.01–2.08           |                     | Daniel Pietzuch     |
| Edo Voss    | Dave Bautista         | 2.01–2.08           |                     |                     |
| Tormada     | David Hewlett         | 3.01–3.08           | 2.03, 2.08          |                     |
| Ranger      | Michael Raymond-James | 3.01–3.08           |                     |                     |

## Produktion und Ausstrahlung
Am 10. Januar 2018 gab Apple bekannt, die Fernsehserie See zu produzieren, um diese auf ihrem eigenen Streamingdienst anzubieten. Dazu wurden Steven Knight (Peaky Blinders) als Autor und Francis Lawrence (Die Tribute von Panem – Catching Fire, Die Tribute von Panem – Mockingjay Teil 1 und 2) als Regisseur angeheuert.
Am 10. Juli 2018 gab Apple bekannt, für die Hauptrolle des Baba Voss Jason Momoa verpflichtet zu haben. Am 1. August 2018 erfolgte die Bekanntgabe, dass Yadira Guevara-Prip und Nesta Cooper ebenfalls für Hauptrollen in der Fernsehserie vorgesehen sind. Christian Camargos (Penny Dreadful) und Hera Hilmars Verpflichtung wurde am 18. Oktober 2018 bekanntgegeben.
Die Filmaufnahmen wurden in Vancouver und auf Vancouver Island (beide in Kanada) gedreht.
Laut dem Wall Street Journal gibt Apple pro Folge der Serie fast 15 Millionen US-Dollar aus.
Am 27. August 2021 startete die zweite Staffel. Mit in den Cast rückte Dave Bautista.
Die dritte Staffel startete am 26. August 2022 und wurde im Trailer als „Final Chapter“ angekündigt.

## Episodenliste
Staffel 1
| Nr. (ges.) | Nr. (St.) | Deutscher Titel          | Originaltitel          | Erstausstrahlung | Deutschsprachige Erstausstrahlung (D/A/CH) | Regie                      | Drehbuch                                         |
| ---------- | --------- | ------------------------ | ---------------------- | ---------------- | ------------------------------------------ | -------------------------- | ------------------------------------------------ |
| 1          | 1         | Das Reich der Blinden    | Godflame               | 1. Nov. 2019     | 1. Nov. 2019                               | Francis Lawrence           | Steven Knight                                    |
| 2          | 2         | Licht und Schatten       | Message in a Bottle    | 1. Nov. 2019     | 1. Nov. 2019                               | Francis Lawrence           | Steven Knight                                    |
| 3          | 3         | Das Fest                 | Fresh Blood            | 1. Nov. 2019     | 1. Nov. 2019                               | Francis Lawrence           | Steven Knight & Hadi Nicholas Dee                |
| 4          | 4         | Die letzte Botschaft     | The River              | 8. Nov. 2019     | 8. Nov. 2019                               | Anders Engström            | Steven Knight & Hadi Nicholas Dee                |
| 5          | 5         | Prinzessin Maghra        | Plastic                | 15. Nov. 2019    | 15. Nov. 2019                              | Anders Engström            | Steven Knight & Soo Hugh                         |
| 6          | 6         | Sieben Worte             | Silk                   | 22. Nov. 2019    | 22. Nov. 2019                              | Stephen Surjik             | Steven Knight, Jonathan E. Steinberg & Dan Shotz |
| 7          | 7         | Schwestern               | The Lavender Road      | 29. Nov. 2019    | 29. Nov. 2019                              | Frederick E.O. Toye        | Steven Knight & Robert Levine                    |
| 8          | 8         | Das Haus der Erleuchtung | House of Enlightenment | 6. Dez. 2019     | 6. Dez. 2019                               | Salli Richardson-Whitfield | Steven Knight & Jonathan Tropper                 |

Staffel 2
| Nr. (ges.) | Nr. (St.) | Deutscher Titel             | Originaltitel            | Erstausstrahlung | Deutschsprachige Erstausstrahlung (D/A/CH) | Regie                                 | Drehbuch         |
| ---------- | --------- | --------------------------- | ------------------------ | ---------------- | ------------------------------------------ | ------------------------------------- | ---------------- |
| 9          | 1         | Eine neue Welt              | Brothers and Sisters     | 27. Aug. 2021    | 27. Aug. 2021                              | Simon Cellan-Jones                    | Jonathan Tropper |
| 10         | 2         | Für immer!                  | Forever                  | 3. Sep. 2021     | 3. Sep. 2021                               | Frederick E.O. Toye & Anders Engstrom | Stephen Tolkin   |
| 11         | 3         | Der Kompass                 | The Compass              | 10. Sep. 2021    | 10. Sep. 2021                              | Frederick E.O. Toye & Anders Engstrom | Shelley Meals    |
| 12         | 4         | Der Hexensucher             | The Witchfinder          | 17. Sep. 2021    | 17. Sep. 2021                              | Anders Engstrom                       | Jennifer Yale    |
| 13         | 5         | Das Festmahl                | The Dinner Party         | 24. Sep. 2021    | 24. Sep. 2021                              | Anders Engstrom                       | Kirsa Rein       |
| 14         | 6         | Die Wahrheit über Einhörner | The Truth About Unicorns | 1. Okt. 2021     | 1. Okt. 2021                               | Anders Engstrom                       | Nelson Greaves   |
| 15         | 7         | Die Rede der Königin        | The Queen's Speech       | 8. Okt. 2021     | 8. Okt. 2021                               | Anders Engstrom                       | Jamie Chan       |
| 16         | 8         | Wiegenlied                  | Rock-a-Bye               | 15. Okt. 2021    | 15. Okt. 2021                              | Anders Engstrom                       | Jonathan Tropper |

Staffel 3
| Nr. (ges.) | Nr. (St.) | Deutscher Titel | Originaltitel              | Erstausstrahlung | Deutschsprachige Erstausstrahlung (D/A/CH) | Regie           | Drehbuch                             |
| ---------- | --------- | --------------- | -------------------------- | ---------------- | ------------------------------------------ | --------------- | ------------------------------------ |
| 17         | 1         | -               | Heavy Hangs the Head       | 26. Aug. 2022    | -                                          | Anders Engström | Jonathan Tropper & Jennifer Yale     |
| 18         | 2         | -               | Watch Out for Wolves       | 2. Sep. 2022     | -                                          | Anders Engström | Kate Erickson & Jennifer Yale        |
| 19         | 3         | -               | This Land is Your Land     | 9. Sep. 2022     | -                                          | Anders Engström | Adam Stein & Jonathan Tropper        |
| 20         | 4         | -               | The Storm                  | 16. Sep. 2022    | -                                          | Anders Engström | Dagny Looper & Nelson Greaves        |
| 21         | 5         | -               | The House of Enlightenment | 23. Sep. 2022    | -                                          | Anders Engström | Adam Benic & Jennifer Yale           |
| 22         | 6         | -               | The Lowlands               | 30. Sep. 2022    | -                                          | Anders Engström | Karl Taro Greenfeld & Nelson Greaves |
| 23         | 7         | -               | God Thunder                | 7. Okt. 2022     | -                                          | Anders Engström | Jennifer Yale & Jonathan Tropper     |
| 24         | 8         | -               | I See You                  | 14. Okt. 2022    | -                                          | Anders Engström | Jonathan Tropper                     |

## Bewertungen
Auf Rotten Tomatoes bewerteten über 1370 Nutzer die erste Staffel zu 84 % positiv. Die zweite Staffel wurde von 247 Nutzern zu 86 % positiv aufgenommen. Die dritte Staffel erhielt, basierend auf 53 Bewertungen, zu 89 % positive Kritiken.